# Moldavië op de Olympische Winterspelen 2014
Moldavië was een van de landen die deelnam aan de Olympische Winterspelen 2014 in Sotsji, Rusland.
Van de vier deelnemers die Moldavië op deze editie van de Winterspelen vertegenwoordigde, nam Alexandra Camenscic op twee onderdelen in twee sportdisciplines deel, biatlon en langlaufen.  Camenscic nam, net als Victor Pinzaru, voor de tweede keer aan de Spelen deel. Voor rodelaar Bogdan Macovei was het zijn derde deelname.

## Deelnemers en resultaten
(m) = mannen, (v) = vrouwen 

### Alpineskiën
| Olympiër      | Onderdeel   | Resultaat | Prestatie      |
| ------------- | ----------- | --------- | -------------- |
| Georg Lindner | super g (m) |           | niet gefinisht |

### Biatlon
| Olympiër            | Onderdeel  | Resultaat | Prestatie     |
| ------------------- | ---------- | --------- | ------------- |
| Alexandra Camenscic | sprint (v) | 84e       | 27.37,9 [2+3] |

### Langlaufen
| Olympiër            | Onderdeel          | Resultaat | Prestatie             |
| ------------------- | ------------------ | --------- | --------------------- |
| Victor Pinzaru      | sprint (m)         | 77e       | kwalificatie: 4.04,91 |
|                     |                    |           |                       |
| Alexandra Camenscic | 10 km klassiek (v) | 71e       | 39.52,6 (+11.34,8)    |

### Rodelen
| Olympiër       | Onderdeel | Resultaat | Prestatie                                                                                                 |
| -------------- | --------- | --------- | --- |
| Bogdan Macovei | solo (m)  | 36e       | Totaal: 3.36,566 (+9,040) run 1: 54,591 (37e) run 2: 54,271 (35e) run 3: 53,925 (35e) run 4: 53,779 (36e) |